# Massimo Bitossi
Massimo Bitossi (Torino, 3 agosto 1972) è un doppiatore italiano.

## Biografia
Ha interpretato l'Orco Bruno nella Melevisione di Rai 3 nel 1999-2000. Attivo principalmente come doppiatore, ha avuto anche qualche ruolo nel cinema, come quello del capitano della Guardia di Finanza che fa arrestare Roberto Calvi nel film I banchieri di Dio - Il caso Calvi.

## Doppiaggio

### Film
- David Harbour ne I segreti di Brokeback Mountain, Quantum of Solace, Black Mass - L'ultimo gangster, Suicide Squad, Black Widow, Thunderbolts*
- Corey Johnson in The Bourne Ultimatum - Il ritorno dello sciacallo, The Contract, The Bourne Legacy, Il quarto tipo, Captain Phillips - Attacco in mare aperto
- Axel Stein in Aiuto, ho ristretto la prof!, Aiuto, ho ristretto mamma e papà!, Aiuto, ho ristretto i miei amici!
- Leslie Odom Jr. in Assassinio sull'Orient Express, Only - Minaccia letale, L'esorcista - Il credente
- John Cena in The Suicide Squad - Missione suicida, Barbie, Superman
- Kôji Yamamoto in Fullmetal Alchemist - La vendetta di Scar, Fullmetal Alchemist - Alchimia finale
- Morris Chestnut in Confidence - La truffa perfetta, Cambio di gioco
- Jai Courtney in Divergent, Jack Reacher - La prova decisiva
- David Denman in Jobs, The Equalizer 3 - Senza tregua
- Michael Kenneth Williams in Vizio di forma, Robocop
- Peter Mensah in Snake Eyes: G.I. Joe - Le origini, Il gladiatore II
- Reggie Lee in Pirati dei Caraibi - Ai confini del mondo
- Orlando Jones in La giuria
- Anthony Edwards in The Forgotten
- Justin Theroux in Miami Vice
- James Frain in Trappola in fondo al mare
- Michael Moore in Fahrenheit 9/11
- Ethan Sandler in The Bourne Supremacy
- Rick Worthy in Duplicity
- Jernard Burks in Four Brothers - Quattro fratelli
- Jason Sklar in Svalvolati on the road
- Sean Gilder in King Arthur
- Jason Manuel Olazabal in Inside Man
- Stephen Billington in Dracula II: Ascension
- Frank Puglia in Per chi suona la campana
- François Levantal in Bastardo dentro
- Cornelius McCarthy in Millions
- Gilles Cohen in Tutti i battiti del mio cuore
- Benedikt Erlingsson in Il grande capo
- Nick Frost in I Love Radio Rock
- Denis Ménochet in Bastardi senza gloria
- Nicolas Bro in Fratellanza - Brotherhood
- will.i.am in X-Men le origini - Wolverine
- Alan Doyle in Robin Hood
- Billy Brown in Corsa a Witch Mountain
- T. J. Miller in L'orso Yoghi
- Rio Hackford in Una ragazza a Las Vegas
- Michael Fitz in Perduta nel Borneo
- Patrick Fichte Katie in Fforde - L'angelo del faro
- Ben Braun in Il sogno di Harriet
- Marcus Thomas in The Forger
- Dane Carson in Fatal Honeymoon
- Dimitri Diatchenko in Chernobyl Diaries - La mutazione
- James Arnold Babson in The Words
- Lochlyn Munro in La regola del silenzio - The Company You Keep
- Jason Winston George in Quello che so sull'amore
- Holt McCallany in Gangster Squad
- Common in L'incredibile vita di Timothy Green
- Nathan Fillion in Super - Attento crimine!!!
- Marcus Lyle Brown in Solo per vendetta
- Mark Bazeley in Il maledetto United
- Idris Elba in Takers
- Rory McCann in Scontro tra titani
- Omar Metwally in Miral
- James Marsden in Cani & gatti - La vendetta di Kitty
- Stephen Moyer in Priest
- Rob Riggle in Amore a mille... miglia
- Jeremie Campbell in Whiteout - Incubo bianco
- Jinming Kan in Confucio
- Russell G. Jones in Effetti collaterali
- Al Palagonia in Blue Jasmine
- David Tillman in Hansel e Gretel e la strega della foresta nera
- Bokeem Woodbine in Total Recall - Atto di forza, Riddick
- Mario Ernesto Sanchez in Step Up Revolution
- Johann Urb in Resident Evil: Retribution
- Cedric Yarbrough in Beverly Hills Chihuahua 3: Viva La Fiesta!
- Roger R. Cross in Rapita: il dramma di Carlina White
- Brian Scott Mcfadden in I sogni segreti di Walter Mitty
- Marton Csokas in Dream House
- Jonathan Aris in Bright Star
- Kyle Chandler in Argo
- Dermot Mulroney in Flash of Genius
- Dan Aho in Contagion
- Dobrin Dosev in Goodbye Mama
- Sergio Laurentino in Besouro
- Erik Palladino in Buried - Sepolto
- Milton Barnes in Silent Hill: Revelation 3D
- Scott Paetty in Live! - Ascolti record al primo colpo
- Sean O'bryan in Attacco al potere - Olympus Has Fallen
- Stephen Graham in Blood
- Sam Phillips in Via dalla pazza folla
- Julian Acosta in The Atticus Institute
- Duane Murray in Costretto al silenzio
- Tate Donovan in Below the Beltway
- Aaron Hendry in Festa della birra
- Gary Owen in Poliziotto in prova
- Atkins Estimond in Scemo & + scemo 2
- Jonathan Higgins in A prova d'inganno
- J.Omar Castro in The Way of War - Sentieri di guerra
- Jeff Pangman in Tenuta in ostaggio
- Wes Bentley in Jonah Hex
- Peter Stebbings in Nella rete dell'inganno
- Ty Olsson in Corsa con la morte
- Lex Medlin in The Little Rascals Save The Day
- John Benjamin Hickey in Pelham 123 - Ostaggi in metropolitana
- Brendan Cowell in Underbelly Files: The Man Who Got Away
- Cabral Ibacka in Fire & Ice - Le cronache del drago
- Bill Marchant in Una sconosciuta nell'ombra
- Hassan Johnson in Brooklyn's Finest
- Alejandro Rose Garcia in Un dono prezioso
- Justin Edwards in May Contain Nuts
- Patrick Faucette in Fino all'ultimo inganno
- Paul Hopkins in Exploding Sun
- Jason Brooks in Il gioco della vendetta
- Channing Tatum in Il libro della vita
- François Damiens in Daddy cool - Non rompere papà
- Dave Collette in Mister Bugia
- P.J. Marino in Ghost voyage - Odissea infernale
- Wotan Wilke Mohring in Hindenburg - L'ultimo volo
- Timothy John Smith in The Equalizer - Il vendicatore
- Stewart Scott in The Snow Bride
- Michael Cudlitz in Il mondo dei replicanti
- James Bachman in Transformers 4 - L'era dell'estinzione
- Randy Crenshaw in Il magico mondo di Oz
- Adrien Burhop in Una rete di bugie
- Anthony Morden in Taxi to the Dark Side
- Oleg Taktarov in Predators
- Heino Ferch in La banda Baader Meinhof
- Norman Santiago in Che - Guerriglia
- Anthony Kavanagh in Agathe Cléry
- Eleanor Bron in StreetDance 3D
- Dave Sheridan in Sex Movie in 4D
- Mick Ferry in Il mio amico Eric
- Spike Jonze in L'arte di vincere
- Guri Weinberg in The Twilight Saga: Breaking Dawn - Parte 2
- Chris Penn in Il ritorno di Kenshiro
- Erol Erarslan in C'era una volta in Anatolia
- Nicholas Guilak in La guerra dei sessi - Think Like a Man Too
- Mike Houston in Liberaci dal male
- Sam Jeager in American Sniper
- Keegan-Michael Key in Come ammazzare il capo 2
- Jeff Torres in Hungover Games - Giochi mortali
- Chael Sonnen in Il grande match
- Eric Dane in Amore in sciopero
- Will Sasso in 301 - La leggenda di Maximus il fichissimo
- Thomas Lauderdale in L'amore che resta
- Isaiah Mustafa in Femme Fatales - Sesso e crimini
- Ken Korach in L'arte di vincere
- George Feaster in Arturo
- Pablo Schreiber in Nella tana dei lupi
- Dave Matthews in Mia moglie per finta
- Will Arnett in Spring Breakdown
- Dash Mihok in Il lato positivo - Silver Linings Playbook
- Henry Cavill in Castello di sabbia
- Max Martini in Eli
- Kevin Rankin in El Camino - Il film di Breaking Bad
- Will Beinbrink in It - Capitolo due
- Lee Sun-kyun in Parasite
- Domenick Lombardozzi in Reptile
- Rob Delaney in La probabilità statistica dell'amore a prima vista
- Mike Epps in You People
- Orny Adams in Teen Wolf - Il film
- Robert Talarczyk in Death Before the Wedding

### Film d'animazione
- Mason in Madagascar, Madagascar 2,  Madagascar 3 - Ricercati in Europa
- Leonard/Re Barbafangosa in Angry Birds - Il film, Angry Birds 2 - Nemici amici per sempre
- Ian in Boog & Elliot 3, Boog & Elliot 4 - Il mistero della foresta
- Soldato #1 in Aida degli alberi
- Muta  in La ricompensa del gatto
- Villano corpulento in Barbie - Lago dei cigni
- Bruciaferro ne Il re leone 3 - Hakuna Matata
- Patrick in Mucche alla riscossa
- Fanez in El Cid - La leggenda
- Lug in Robots
- Ryura in Inuyasha the Movie - L'isola del fuoco scarlatto
- Spike/Dimitri ne I Robinson - Una famiglia spaziale
- Mattias in Frozen II - Il segreto di Arendelle
- Rubble ne L'era glaciale 2 - Il disgelo
- Professor Sawada  in Colorful
- American James ne Il figlio di Babbo Natale
- Masterson in LEGO - Le avventure di Clutch Powers
- Hans in Ferdinand
- Presidente in Free Birds - Tacchini in fuga
- Capitano in Khumba
- Speaker in Sammy 2 - La grande fuga
- Sir Clorex in Justin e i cavalieri valorosi
- Palestrato ne La bottega dei suicidi
- Mago Khan in Capitan Sciabola e il diamante magico
- Carlo ne Il castello magico
- Professor Petersen in Chi Rho - Il segreto
- Frederick Burnaby ne L'impero dei cadaveri
- Decker in Ozzy - Cucciolo coraggioso
- Dickory in Trolls World Tour
- Kazan in Battle spirits 2
- Lex Luthor in Superman: Red Son
- Hotspur in 100% lupo
- Bill Goodfellowe in Wolfwalkers - Il popolo dei lupi
- Wahn in Raya e l'ultimo drago
- Tentacular in Steve - Un mostro a tutto ritmo
- Italo Balbo in Titina
- Robot in IF - Gli amici immaginari
- Roland in Garfield - Una missione gustosa

### Serie televisive e soap opera
- LL Cool J in NCIS: Los Angeles, NCIS: Unità anticrimine, Hawaii Five-0, NCIS: Hawai'i
- Adam James in Ashes to Ashes, Grantchester, Hustle - I signori della truffa
- Kai Owen in Being Human, Torchwood
- Omari Hardwick in Chase, CSI: Miami
- David Harbour in The Newsroom, The Unit
- Patrick Warburton in Perfetti... ma non troppo e Una serie di sfortunati eventi
- Isaiah Washington in Grey's Anatomy, The 100
- D. B. Woodside in Lucifer, The Night Agent
- Frank Grillo, Johnny Palermo, Gideon Emery, David Haley e George Newbern in CSI: NY
- T. J. Ramini e Gabriel Casseus e James Frain in 24
- Todd Mckee, Jim Brickman e Carlos Acuna in Beautiful
- Daniel Morgenroth e Nicki Von Tempelhoff in La nave dei sogni
- George Eads in MacGyver
- Michael Trucco in Fairly Legal
- Mekhi Phifer in E.R. - Medici in prima linea
- Ryan McPartlin in Chuck
- Corey Reynolds in The Closer
- Christian Lloyd in Horizon
- Abraham Benrubi in Men in Trees - Segnali d'amore
- Michael Jace in The Shield
- Bobby Cannavale in Will & Grace
- Jack Conley in Angel
- Karsten Speck ne La nostra amica Robbie
- Darien Fawkes in Invisible Man
- William Mapother in Lost
- Khary Payton in The Walking Dead (1ª voce)
- Stefan Kapicic in Numb3rs
- Hans-Jochen Wagner in 14º Distretto
- Steve Marsh e Will Thorp in Scott & Bailey
- Shaun Parkes in Strike Back
- Jonathan Byrne in Primeval
- Thomas Lockeyer in Luther
- James Maynard in Top Gear
- Mark Lewis Jones in This Life
- Mark Bazeley in Body Farm - Corpi da reato
- Rossif Sutherland in Being Erica
- Kwame Kwei-Armah in Skins
- David Lewis in Harper's Island
- Dan Anderssen in Fortitude
- Morris Chestnut in Rosewood
- Mustafa Shakir in Cowboy Bebop
- Colman Domingo in Euphoria
- Pablo Schreiber in The Wire
- Yurdaer Okur in Come sorelle
- John Cena in Peacemaker
- Gerardo Celasco in Il diavolo in Ohio
- Narratore in ER: Storie incredibili
- Lee Sun-kyun in Dr. Brain
- McKinley Belcher III in One Piece
- Matt LeBlanc in Friends: The Reunion
- Conrad Coates in Jupiter's Legacy
- Craig Parkinson in Nell - Rinnegata
- Magnus Samuelsson in Il Turco
- Peter Mensah in Terminator: The Sarah Connor Chronicles
- Jean-Louis Garçon e Marc Citti in Panda
- Kristofer Hivju in The Gentlemen
- Jerod Haynes in Will Trent
- Isaiah Mustafa in Alex Cross

### Animazione
- Gregar Typho e Rako Hardeen in Star Wars: The Clone Wars
- Yuna in Pretty Cure
- Mr. Peanutbutter in BoJack Horseman
- Karehaan in Pretty Cure Splash Star
- Buck in Squitto lo scoiattolo
- Gatti in Leone il cane fifone
- Michael Moore in Team America: World Police
- Unghiotten in Valiant - Piccioni da combattimento
- Maon ne I pinguini di Madagascar
- Stoner in Eureka Seven
- Hasegawa in Gintama
- Thor Stoutberg in Inazuma Eleven
- Lando Calrissian in Star Wars Rebels
- Pit ne I Dalton
- Bubba in Polli Kung Fu
- Glenn Martin in Glenn Martin - Dentista da strapazzo
- Professor Buffo in Agente Speciale Oso
- Richard in unikitty!
- King Roland II in Sofia la principessa
- Jock Wilder in Kick Chiapposky: Aspirante stuntman
- Max Dillon / Electro in The Spectacular Spider-man
- Taro Atsui in Piccole principesse Lil Pri
- Morro in LEGO Ninjago
- Jackman in Chuggington
- Iwan in Let's Go Taffy
- Brad Chiles in Scooby Doo
- Kid Flash in Young Justice
- Van Kleiss in Generator Rex
- Mr Wang in Scooby-Doo! Mystery Incorporated
- Diethard Ried in Code Geass: Lelouch of the Rebellion
- Stoner in Eureka
- Scoop (2ª voce) in Bob aggiustatutto
- Otis  in Barnyard - Ritorno al cortile
- Tarrlok ne The legend of Korra
- Ippopotamo in Vai Diego
- Leonardo
- Dondolo Il Cavallo ne Il Treno dei dinosauri
- Ted Nugent ne I Simpson
- Ranger Jones in Arriva Yoghi
- Cappy in I 7N
- Arnim Zola in Ultimate SpiderMan
- Peasant Ringleader in C'era una Volta nel paese delle meraviglie
- Doppy in Planet Sheen
- Gary in Manny tuttofare
- J.A.R.V.I.S. in Avengers - I più potenti eroi della terra
- Jet McQuack in DuckTales
- Hego in Kim Possible
- Radicles  in OK K.O.!
- Oglethorpe in Aqua Teen Hunger Force
- Brain in Fairy Tail
- H.U.E. in Final Space
- Metal Knight in One-Punch Man
- Mr. DNA in Jurassic World - Nuove avventure
- Erico Platana in Un idolo nel pallone
- Vander in Arcane
- Frostbite in Super ladri
- Gen in Samurai Rabbit - Le avventure di Usagi
- Brando in Pluto
- Narratore in Dungeon Food
- Barbados Slim (st. 8+) in Futurama[1]
- Asakura in Sakamoto Days
- Bask Om in Mobile Suit Gundam GQuuuuuuX
- Conte Volger in Leviathan

### Videogiochi
- Greg Pratt in E.R. - Medici in prima linea (2005)[2]
- Scorza in Disneyland Adventures (2011)[3]
- Mason in Madagascar 3 (2012)[4]
- Gremlin Kip in Epic Mickey 2: L'avventura di Topolino e Oswald (2012)[5]
- Mysterio in Disney Infinity 2.0 (2014)[6]
- Peacemaker in Mortal Kombat 1 (2024)[7]

## Vita privata
Ha un figlio di nome Otto, a sua volta doppiatore, nato a Dresda nel 2013.